# 天然!絶滅ヒーロー!!
『天然!絶滅ヒーロー!!』（てんねんぜつめつ - ）は、氷堂涼二による漫画作品。『月刊ウィングス』において2003年1月号から2005年5月号まで連載されていた。全3巻。

## あらすじ
地球侵略のため、王女・ベルベット、将軍アスターと共に、強大な兵力を率いてやってきた銀河大将軍カシエル。彼は、幼い頃から戦隊ヒーロー番組を見て育ち、地球征服を目論む立派な悪役を密かに目指していた。しかし、地球にはヒーローはいなかった!ショックを受けたカシエルだったが、自らの手でヒーローを作る事を決め、地球の若者5人を集め“アース戦隊テラレンジャー”を結成させる。
双方カシエルによってほどほどの戦況が繰り広げる中、母星のバズーでは事態が動き始めていた。

## 登場人物
（声：）はドラマCDのキャスト。

### 銀河帝国バズー
カシエル（声：関智一）
主人公。地球制圧作戦司令、銀河大将軍。隻眼。強力な念動力などにより帝国ナンバー1の実力を持ち、国民からの人気も高い(後述する本気のアスターさえ凌駕する)。前述の通り、どうやって入手したのか地球産の戦隊ヒーロー番組を子供のころから視聴しており、地球のヒーローと戦うのを楽しみにしていた。事務仕事も担当しており、その内容から他の銀河大将軍の弱みを握っていたりする。
気分が落ちると芝居がかった言動でテンションを上げる癖がある。部下たちは彼の信望者で、このテンション上げはむしろ心待ちにしている様子。
実は、バズー出身ではなく地球人。何らかのきっかけで家族で宇宙航行をしていたところ、事故によってバズーに不時着。これによって両親は死亡し、発見したジュドーに引き取られる。なお、この時点で片目を負傷していた。その後、重力や大気などの環境の違いに苦しみながらも、ジュドーの手ほどきを受けてナンバー1の地位へと上り詰めたのだった。
地球侵攻を契機として帝国内に渦巻くドロドロを利用して彼が死亡したものとし、無事本来の母星である地球に定住することになる。以降はテラブラックとして地球防衛の最先鋒をノリノリで勤めていたが、今度は友好のために訪れたバズーの使者であるベルベットに不意打ちでキスを食らうのだった。
ベルベット（声：矢島晶子）
帝国バズーの王女、銀河大将軍。カシエルとは幼なじみ。彼のお姫様への幻想を粉砕した。以降はお互い残念な所に呆れながらも気になる相手としてみていた。
父親からもらった生物を拡大できるステッキで「怪物」を作り出す役割を担当。が、一方でブランド物のバッグをほしがったりと、地球侵攻はかなりどうでもよさそうである。
アスター（声：子安武人）
地球制圧作戦参謀、銀河大将軍。バズー帝国繁栄の象徴である「一角族」の末裔。バズー帝国の人間が角をあしらった装飾品を好むのは、彼らに敬意を表してである。
普段は温厚且つバカでカシエルに怒鳴られたりベルベットにいじられたりしているが、一緒にいるハリセンボンのような浮遊生物(本人曰く、アスターの理性)が眠りにつくと一角族としての能力が覚醒、非常に凶暴な性格となって暴れまわる。しかし、それでもカシエルには及ばず、最初こそ辟易されたがシリアスシーンでは瞬く間に制圧された。
ジュドー（声：関俊彦）
カシエルの兄。銀河大将軍で帝国ナンバー2。重度のブラコン。ベルベットの婚約者だが、カシエルとの思いを知っているのであまり気にしていない様子。
前述通り、カシエルとは血のつながりがない。彼を母星である地球に返すため、特撮番組を見せてやる気と帰郷意識を煽り、厳しい訓練を課し、部下を長年地球に潜伏させたりしていた。
パンキン（声：関智一）
銀河大将軍。空間転移装置でたまたま飛ばされてきた。自身も空間転移能力を操る。
一言もしゃべらず何を考えているかわかりづらいが、親愛の表現として頭にリボンを結び付ける癖がある。ただし、少なくともカシエルには不評。
ズー博士（声：千葉繁）
ドラート（声：郷田ほづみ）

### テラレンジャー
長官（＝カシエル）によって無理矢理テラレンジャーになる。それぞれ何の関係性のない他人であったが、共通の脅威(カシエル)の存在もあって割とすぐに打ち解けた。
武器はカシエルが研究目的で持ち出したバズー軍の銃器や艦載砲を使う。また、後にカシエルに巻き込まれた研究者(実は以前から地球に潜伏していたジュドーの部下)の協力を得て、巨大ロボットなども保有するようになる。
戦隊ヒーローらしいポージングの練習などもさせられたりしているが、それなりに戦闘訓練も受けており、白兵戦でもバズー軍と渡り合える程度の実力を持っている。
事件終了後は、地球外生命体の存在が明らかになったためか公的機関となり、有事の際は5人が召集を受けるようになっている。ただし、もっぱらテラブラック(カシエル)が粗方片付けてしまうため、概ね名目上の召集である。
世田谷大地（声：成瀬誠）
テラ・レッド。高校生。流され気味だがそれなりに戦隊ヒーローへの適応能力は高い。
渋谷カイト（声：間島淳司）
テラ・ブルー。バンドをやっており、クールな性格とブルーっぽさに溢れる人物。
江戸川岳（声：藤永晋）
テラ・グリーン。「縁の下の力持ち」であることは自覚している。
最終話ではみどりと結婚しており、尻に敷かれている様子。
港みどり（声：長瀬未来）
テラ・ピンク。高校生。メンバーで唯一「日曜の朝に見る番組は魔法少女系」派だったため、ノリについていけない時がある。
太田はな（声：宮永麻衣）
テラ・イエロー。中学生。体操部。小さい弟がいたため、彼女自身も戦隊ヒーロー番組を見ており、ヒーローのテンプレに反応していた。

## ドラマCD
- 天然!絶滅ヒーロー!!（2005年9月22日発売）
- 天然!絶滅ヒーロー!!少々バラエティなCD～2巻と呼びたきゃ呼ぶがいい!～（2007年5月25日発売）